# 東経17度線
東経17度線（とうけい17どせん）は、本初子午線面から東へ17度の角度を成す経線である。北極点から北極海、ヨーロッパ、地中海、アフリカ、大西洋、南極海、南極大陸を通過して南極点までを結ぶ。
東経17度線は、西経163度線と共に大円を形成する。

## 通過する地域一覧
東経17度線は、北極点から南極点まで南に向かって以下の場所を通っている。
| 地理座標                                             | 国土・領土・領海         | 備考                                                           |
| ---------------------------------------------------- | ------------------------ | -------------------------------------------------------------- |
| 北緯90度0分 東経17度0分 / 北緯90.000度 東経17.000度  | 北極海                   |                                                                |
| 北緯79度57分 東経17度0分 / 北緯79.950度 東経17.000度 | ノルウェー               | スピッツベルゲン島（スヴァールバル諸島）                       |
| 北緯76度36分 東経17度0分 / 北緯76.600度 東経17.000度 | 大西洋                   | ノルウェー海                                                   |
| 北緯69度24分 東経17度0分 / 北緯69.400度 東経17.000度 | ノルウェー               | センヤ島、Rolla島、本土                                        |
| 北緯67度59分 東経17度0分 / 北緯67.983度 東経17.000度 | スウェーデン             |                                                                |
| 北緯58度37分 東経17度0分 / 北緯58.617度 東経17.000度 | バルト海                 |                                                                |
| 北緯57度19分 東経17度0分 / 北緯57.317度 東経17.000度 | スウェーデン             | エーランド島                                                   |
| 北緯57度6分 東経17度0分 / 北緯57.100度 東経17.000度  | バルト海                 |                                                                |
| 北緯54度38分 東経17度0分 / 北緯54.633度 東経17.000度 | ポーランド               | ヴロツワフを通過                                               |
| 北緯50度25分 東経17度0分 / 北緯50.417度 東経17.000度 | チェコ                   | 約14km                                                         |
| 北緯50度18分 東経17度0分 / 北緯50.300度 東経17.000度 | ポーランド               | 約9km                                                          |
| 北緯50度13分 東経17度0分 / 北緯50.217度 東経17.000度 | チェコ                   |                                                                |
| 北緯48度39分 東経17度0分 / 北緯48.650度 東経17.000度 | スロバキア               | ブラチスラヴァのすぐ西を通過                                   |
| 北緯48度10分 東経17度0分 / 北緯48.167度 東経17.000度 | オーストリア             |                                                                |
| 北緯47度42分 東経17度0分 / 北緯47.700度 東経17.000度 | ハンガリー               |                                                                |
| 北緯46度13分 東経17度0分 / 北緯46.217度 東経17.000度 | クロアチア               |                                                                |
| 北緯45度13分 東経17度0分 / 北緯45.217度 東経17.000度 | ボスニア・ヘルツェゴビナ |                                                                |
| 北緯43度35分 東経17度0分 / 北緯43.583度 東経17.000度 | クロアチア               | ダルマチア、フヴァル島、コルチュラ島                           |
| 北緯42度55分 東経17度0分 / 北緯42.917度 東経17.000度 | 地中海                   | アドリア海 - ラストボ島（英語版）（ クロアチア）のすぐ東を通過 |
| 北緯41度5分 東経17度0分 / 北緯41.083度 東経17.000度  | イタリア                 | プッリャ州                                                     |
| 北緯40度30分 東経17度0分 / 北緯40.500度 東経17.000度 | 地中海                   | ターラント湾                                                   |
| 北緯39度29分 東経17度0分 / 北緯39.483度 東経17.000度 | イタリア                 | カラブリア州                                                   |
| 北緯38度56分 東経17度0分 / 北緯38.933度 東経17.000度 | 地中海                   |                                                                |
| 北緯31度10分 東経17度0分 / 北緯31.167度 東経17.000度 | リビア                   |                                                                |
| 北緯22度59分 東経17度0分 / 北緯22.983度 東経17.000度 | チャド                   |                                                                |
| 北緯7度38分 東経17度0分 / 北緯7.633度 東経17.000度   | 中央アフリカ             |                                                                |
| 北緯3度33分 東経17度0分 / 北緯3.550度 東経17.000度   | コンゴ共和国             |                                                                |
| 南緯1度8分 東経17度0分 / 南緯1.133度 東経17.000度    | コンゴ民主共和国         |                                                                |
| 南緯7度15分 東経17度0分 / 南緯7.250度 東経17.000度   | アンゴラ                 |                                                                |
| 南緯17度23分 東経17度0分 / 南緯17.383度 東経17.000度 | ナミビア                 | ウィントフックのすぐ西を通過                                   |
| 南緯28度4分 東経17度0分 / 南緯28.067度 東経17.000度  | 南アフリカ共和国         | 北ケープ州                                                     |
| 南緯29度34分 東経17度0分 / 南緯29.567度 東経17.000度 | 大西洋                   |                                                                |
| 南緯60度0分 東経17度0分 / 南緯60.000度 東経17.000度  | 南極海                   |                                                                |
| 南緯69度40分 東経17度0分 / 南緯69.667度 東経17.000度 | 南極大陸                 | ドローニング・モード・ランド（ ノルウェーが領有権を主張）      |